# Världscupen i alpin skidåkning 1974/1975
Världscupen i alpin skidåkning 1974/1975 startade 3 december 1974 i Val d'Isère och avslutades 24 mars 1975 i Val Gardena. Segrare av totala världscupen blev Gustav Thöni och Annemarie Moser-Pröll.

## Tävlingskalender

### Herrar

#### Störtlopp
| Datum            | Ort                                   | Etta                      | Tvåa                         | Trea                         |
| ---------------- | ------------------------------------- | ------------------------- | ---------------------------- | ---------------------------- |
| 8 december 1974  | Val d’Isère (Frankrike)               | Franz Klammer (Österrike) | Werner Grissmann (Österrike) | Michael Veith (Västtyskland) |
| 15 december 1974 | Sankt Moritz (Schweiz)                | Franz Klammer (Österrike) | Herbert Plank (Italien)      | Werner Grissmann (Österrike) |
| 5 januari 1975   | Garmisch-Partenkirchen (Västtyskland) | Franz Klammer (Österrike) | Werner Grissmann (Österrike) | Josef Walcher (Österrike)    |
| 11 januari 1975  | Wengen (Schweiz)                      | Franz Klammer (Österrike) | Herbert Plank (Italien)      | Erik Håker (Norge)           |
| 18 januari 1975  | Kitzbühel (Österrike)                 | Franz Klammer (Österrike) | Gustav Thöni (Italien)       | Werner Grissmann (Österrike) |
| 26 januari 1975  | Innsbruck (Österrike)                 | Franz Klammer (Österrike) | Bernhard Russi (Schweiz)     | Herbert Plank (Italien)      |
| 1 februari 1975  | Megève (Frankrike)                    | Walter Vesti (Schweiz)    | René Berthod (Schweiz)       | Philippe Roux (Schweiz)      |
| 9 mars 1975      | Jackson Hole (USA)                    | Franz Klammer (Österrike) | Michael Veith (Västtyskland) | René Berthod (Schweiz)       |
| 21 mars 1975     | Val Gardena (Italien)                 | Franz Klammer (Österrike) | Erik Håker (Norge)           | Bernhard Russi (Schweiz)     |

#### Storslalom
| Datum            | Ort                            | Etta                       | Tvåa                       | Trea                          |
| ---------------- | ------------------------------ | -------------------------- | -------------------------- | ----------------------------- |
| 5 december 1974  | Val d’Isère (Frankrike)        | Piero Gros (Italien)       | Ingemar Stenmark (Sverige) | Erik Håker (Norge)            |
| 18 december 1974 | Madonna di Campiglio (Italien) | Piero Gros (Italien)       | Greg Jones (USA)           | Tino Pietrogiovanna (Italien) |
| 13 januari 1975  | Adelboden (Schweiz)            | Piero Gros (Italien)       | Gustav Thöni (Italien)     | Werner Mattle (Schweiz)       |
| 21 januari 1975  | Fulpmes (Österrike)            | Erik Håker (Norge)         | Ingemar Stenmark (Sverige) | Hans Hinterseer (Österrike)   |
| 23 februari 1975 | Naeba (JPN)                    | Ingemar Stenmark (Sverige) | Erik Håker (Norge)         | Hans Hinterseer (Österrike)   |
| 2 mars 1975      | Garibaldi (Kanada)             | Ingemar Stenmark (Sverige) | Heini Hemmi (Schweiz)      | Gustav Thöni (Italien)        |
| 13 mars 1975     | Sun Valley (USA)               | Ingemar Stenmark (Sverige) | Piero Gros (Italien)       | Gustav Thöni (Italien)        |

#### Slalom
| Datum            | Ort                                   | Etta                        | Tvåa                       | Trea                                |
| ---------------- | ------------------------------------- | --------------------------- | -------------------------- | ----------------------------------- |
| 17 december 1974 | Madonna di Campiglio (Italien)        | Ingemar Stenmark (Sverige)  | Paolo De Chiesa (Italien)  | Fausto Radici (Italien)             |
| 6 januari 1975   | Garmisch-Partenkirchen (Västtyskland) | Piero Gros (Italien)        | Gustav Thöni (Italien)     | Fausto Radici (Italien)             |
| 12 januari 1975  | Wengen (Schweiz)                      | Ingemar Stenmark (Sverige)  | Piero Gros (Italien)       | Paolo De Chiesa (Italien)           |
| 19 januari 1975  | Kitzbühel (Österrike)                 | Piero Gros (Italien)        | Ingemar Stenmark (Sverige) | Paolo De Chiesa (Italien)           |
| 30 januari 1975  | Chamonix (Frankrike)                  | Gustav Thöni (Italien)      | Ingemar Stenmark (Sverige) | Hans Hinterseer (Österrike)         |
| 21 februari 1975 | Naeba (JPN)                           | Hans Hinterseer (Österrike) | Ingemar Stenmark (Sverige) | Christian Neureuther (Västtyskland) |
| 15 mars 1975     | Sun Valley (USA)                      | Gustav Thöni (Italien)      | Piero Gros (Italien)       | Ingemar Stenmark (Sverige)          |

#### Parallelslalom
| Datum        | Ort                   | Etta                   | Tvåa                       | Trea                    |
| ------------ | --------------------- | ---------------------- | -------------------------- | ----------------------- |
| 23 mars 1975 | Val Gardena (Italien) | Gustav Thöni (Italien) | Ingemar Stenmark (Sverige) | Walter Tresch (Schweiz) |

#### Alpin kombination
| Datum                      | Ort                         | Etta                   | Tvåa                                | Trea                      |
| -------------------------- | --------------------------- | ---------------------- | ----------------------------------- | ------------------------- |
| 11-12 januari 1975         | Wengen (Schweiz)            | Gustav Thöni (Italien) | David Zwilling (Österrike)          | Walter Tresch (Schweiz)   |
| 18-19 januari 1975         | Kitzbühel (Österrike)       | Gustav Thöni (Italien) | Francisco Fernández Ochoa (Spanien) | Franz Klammer (Österrike) |
| 30 januari-1 februari 1975 | Chamonix/Megève (Frankrike) | Gustav Thöni (Italien) | Francisco Fernández Ochoa (Spanien) | Erik Håker (Norge)        |

### Damer

#### Störtlopp
| Datum            | Ort                              | Etta                              | Tvåa                              | Trea                              |
| ---------------- | -------------------------------- | --------------------------------- | --------------------------------- | --------------------------------- |
| 4 december 1974  | Val d’Isère (Frankrike)          | Wiltrud Drexel (Österrike)        | Bernadette Zurbriggen (Schweiz)   | Danièle Debernard (Frankrike)     |
| 12 december 1974 | Cortina d’Ampezzo (Italien)      | Annemarie Moser-Pröll (Österrike) | Cindy Nelson (USA)                | Wiltrud Drexel (Österrike)        |
| 21 december 1974 | Saalbach-Hinterglemm (Österrike) | Cindy Nelson (USA)                | Marie-Theres Nadig (Schweiz)      | Rosi Mittermaier (Västtyskland)   |
| 10 januari 1975  | Grindelwald (Schweiz)            | Annemarie Moser-Pröll (Österrike) | Rosi Mittermaier (Västtyskland)   | Marie-Theres Nadig (Schweiz)      |
| 15 januari 1975  | Schruns (Österrike)              | Bernadette Zurbriggen (Schweiz)   | Ingrid Gfölner (Österrike)        | Marie-Theres Nadig (Schweiz)      |
| 24 januari 1975  | Innsbruck (Österrike)            | Marie-Theres Nadig (Schweiz)      | Annemarie Moser-Pröll (Österrike) | Jacqueline Rouvier (Frankrike)    |
| 31 januari 1975  | Chamonix (Frankrike)             | Bernadette Zurbriggen (Schweiz)   | Annemarie Moser-Pröll (Österrike) | Marie-Theres Nadig (Schweiz)      |
| 11 mars 1975     | Jackson Hole (USA)               | Marie-Theres Nadig (Schweiz)      | Bernadette Zurbriggen (Schweiz)   | Annemarie Moser-Pröll (Österrike) |

#### Storslalom
| Datum            | Ort                     | Etta                              | Tvåa                         | Trea                            |
| ---------------- | ----------------------- | --------------------------------- | ---------------------------- | ------------------------------- |
| 7 december 1974  | Val d’Isère (Frankrike) | Annemarie Moser-Pröll (Österrike) | Monika Kaserer (Österrike)   | Fabienne Serrat (Frankrike)     |
| 9 januari 1975   | Grindelwald (Schweiz)   | Annemarie Moser-Pröll (Österrike) | Hanni Wenzel (Liechtenstein) | Rosi Mittermaier (Västtyskland) |
| 11 januari 1975  | Grindelwald (Schweiz)   | Annemarie Moser-Pröll (Österrike) | Fabienne Serrat (Frankrike)  | Hanni Wenzel (Liechtenstein)    |
| 19 januari 1975  | Sarajevo (Jugoslavien)  | Annemarie Moser-Pröll (Österrike) | Lise-Marie Morerod (Schweiz) | Rosi Mittermaier (Västtyskland) |
| 23 februari 1975 | Naeba (JPN)             | Annemarie Moser-Pröll (Österrike) | Monika Kaserer (Österrike)   | Christina Tisot (Italien)       |
| 1 mars 1975      | Garibaldi (Kanada)      | Cindy Nelson (USA)                | Fabienne Serrat (Frankrike)  | Kathy Kreiner (Kanada)          |
| 13 mars 1975     | Sun Valley (USA)        | Lise-Marie Morerod (Schweiz)      | Monika Kaserer (Österrike)   | Fabienne Serrat (Frankrike)     |

#### Slalom
| Datum            | Ort                                   | Etta                               | Tvåa                               | Trea                               |
| ---------------- | ------------------------------------- | ---------------------------------- | ---------------------------------- | ---------------------------------- |
| 13 december 1974 | Cortina d’Ampezzo (Italien)           | Rosi Mittermaier (Västtyskland)    | Fabienne Serrat (Frankrike)        | Christa Zechmeister (Västtyskland) |
| 4 januari 1975   | Garmisch-Partenkirchen (Västtyskland) | Lise-Marie Morerod (Schweiz)       | Christa Zechmeister (Västtyskland) | Torill Fjeldstad (Norge)           |
| 16 januari 1975  | Schruns (Österrike)                   | Christa Zechmeister (Västtyskland) | Annemarie Moser-Pröll (Österrike)  | Hanni Wenzel (Liechtenstein)       |
| 29 januari 1975  | Saint-Gervais-les-Bains (Frankrike)   | Lise-Marie Morerod (Schweiz)       | Hanni Wenzel (Liechtenstein)       | Rosi Mittermaier (Västtyskland)    |
| 21 februari 1975 | Naeba (JPN)                           | Hanni Wenzel (Liechtenstein)       | Lise-Marie Morerod (Schweiz)       | Christa Zechmeister (Västtyskland) |
| 14 mars 1975     | Sun Valley (USA)                      | Hanni Wenzel (Liechtenstein)       | Annemarie Moser-Pröll (Österrike)  | Christa Zechmeister (Västtyskland) |
| 20 mars 1975     | Val Gardena (Italien)                 | Lise-Marie Morerod (Schweiz)       | Annemarie Moser-Pröll (Österrike)  | Monika Kaserer (Österrike)         |

#### Parallelslalom
| Datum        | Ort                   | Etta                       | Tvåa                       | Trea                        |
| ------------ | --------------------- | -------------------------- | -------------------------- | --------------------------- |
| 22 mars 1975 | Val Gardena (Italien) | Monika Kaserer (Österrike) | Claudia Giordani (Italien) | Fabienne Serrat (Frankrike) |

#### Alpin kombination
| Datum               | Ort                                | Etta                              | Tvåa                            | Trea                            |
| ------------------- | ---------------------------------- | --------------------------------- | ------------------------------- | ------------------------------- |
| 10 januari 1975     | Grindelwald (Schweiz)              | Annemarie Moser-Pröll (Österrike) | Rosi Mittermaier (Västtyskland) | Hanni Wenzel (Liechtenstein)    |
| 15-16 januari 1975  | Schruns (Österrike)                | Annemarie Moser-Pröll (Österrike) | Hanni Wenzel (Liechtenstein)    | Wiltrud Drexel (Schweiz)        |
| 29, 31 januari 1975 | Saint-Gervais/Chamonix (Frankrike) | Annemarie Moser-Pröll (Österrike) | Hanni Wenzel (Liechtenstein)    | Rosi Mittermaier (Västtyskland) |

## Slutplacering damer
| Placering | Namn                  | Land          | Poäng |
| --------- | --------------------- | ------------- | ----- |
| 1         | Annemarie Moser-Pröll | Österrike     | 305   |
| 2         | Hanni Wenzel          | Liechtenstein | 199   |
| 3         | Rosi Mittermaier      | Västtyskland  | 166   |
| 4         | Marie-Theres Nadig    | Schweiz       | 154   |
| 5         | Fabienne Serrat       | Frankrike     | 153   |
| 6         | Bernadette Zurbriggen | Schweiz       | 151   |
|           | Lise-Marie Morerod    | Schweiz       | 151   |
| 8         | Cindy Nelson          | USA           | 138   |
| 9         | Monika Kaserer        | Österrike     | 134   |
| 10        | Christa Zechmeister   | Västtyskland  | 127   |

## Slutplacering herrar
| Placering | Namn                      | Land      | Poäng |
| --------- | ------------------------- | --------- | ----- |
| 1         | Gustav Thöni              | Italien   | 250   |
| 2         | Ingemar Stenmark          | Sverige   | 245   |
| 3         | Franz Klammer             | Österrike | 240   |
| 4         | Piero Gros                | Italien   | 196   |
| 5         | Erik Håker                | Norge     | 147   |
| 6         | Hansi Hinterseer          | Österrike | 117   |
| 7         | Herbert Plank             | Italien   | 92    |
| 8         | Werner Grissmann          | Österrike | 87    |
| 9         | Francisco Fernández-Ochoa | Spanien   | 79    |
| 10        | Paolo di Chiesa           | Italien   | 74    |